# Karsten (Familie)
Karsten ist der Name einer mecklenburgischen, in Nord- und Mitteldeutschland weit verzweigten Gelehrtenfamilie, die ursprünglich aus Neubrandenburg kommt.

## Geschichte
Als Stammvater wird der Neubrandenburger Apotheker Johann Christopher Karsten (* 11. Januar 1704; † 11. November 1779) angesehen, der ab dem 25. Mai 1729 mit der Güstrower Apothekerstochter Magdalena Sophia Thiel (1710–1754) verheiratet war. Seine Familie büßte im April 1737 beim großen Neubrandenburger Stadtbrand ihren gesamten Besitz ein. Die Familie kam zunächst nach Stargard, wo man ihr ein paar Zimmer auf dem fürstlichen Schloss zugewiesen hatte. Da es in der Folgezeit Probleme mit dem Wiederaufbau der Apotheke gab, siedelte die Familie 1740/41 nach Güstrow über und J. C. Karsten wurde als Notar beim dortigen herzoglichen Hofgericht tätig. Um 1750 lebte die Familie auf einem adligen Pachtgut in Pohnstorf bei Teterow und betrieb eine kleine Landwirtschaft.

## Familienmitglieder (Auswahl, genealogisch sortiert)
- Johann Christopher Karsten (1704–1779), Apotheker
  - 1 Wenceslaus Johann Gustav Karsten (1732–1787), Mathematiker, Physiker[3]
    - 1–4 Dietrich Ludwig Gustav Karsten (1768–1810), Mineraloge[4]

  - 2 Christian Heinrich Karsten (1742–1815), Jurist, Zollbeamter[5]
  - 7 (Franz Christian) Lorenz Karsten (1751–1829), Ökonom, Agrarwissenschaftler[6]
    - 7–1 Jacob (Christian Gustav) Karsten (1781–1866), Jurist[7]
      - 7–1–5 Karl Karsten (1829–1884), Jurist in Rostock und Bürgermeister von Sülze ⚭ Helenita Blohm (1841–1925)
        - 7–1–5–B George (Henry Hermann) Karsten (1863–1937), Botaniker

    - 7–2 Carl (Johann Bernhard) Karsten (1782–1853), Metallurge, Geh. Oberbergrat in Berlin[8]
      - 7–2–1 Hermann Karsten (Mineraloge) (1809–1877), Professor der Mathematik und Mineralogie an der Universität Rostock[9]
      - 7–2–5 Gustav Karsten (1820–1900), Mineraloge und Physiker
      - 7–2–? Lorenz Karsten (1825–1887), Jurist, Parlamentarier[10]

    - 7–4 Christian (August Ludwig) Karsten (1785–1847), Gutspächter, Königl. preuß. Regierungssekretär und Kanzleirat ⚭ Dorette Cierow (1792–1824)
      - 7–4–1 Franz (Friedrich Jacob Adolf) Karsten (1811–1856), Bahnbeamter[11]
      - 7–4–4 Hermann (Karl Gustav Wilhelm) Karsten (1817–1908), Botaniker und Geologe[12]

    - 7–6 Detlof Ludolph Eobald Karsten (1787–1879), Jurist, Bürgermeister von Rostock[13]
    - 7–6a Christian Friedrich Wilhelm Karsten (* 5. März 1789 in Bützow; † 9. April 1790 in Rostock)[14]
    - 7–8 Heinrich (Ludwig Joachim) Karsten (1792–1871), Theologe[15]
      - 7–8–2 Achim (Franz Sigismund Gottlieb) Karsten (1821–1888), Pastor
        - 7–8–2–B Albert (Johann Friedrich Ferdinand August) Karsten (1852–1920), Pastor ⚭ Katharine Pechel
          - 7–8–2–B–g Martin (Elimar August Johannes) Karsten (1890–1995), Politiker der DDP und der CDU[16]

        - 7–8–2–E Johannes (Friedrich Ferdinand) Karsten (1858–1898), Mediziner, Kreisphysikus in Waren[17]
        - 7–8–2–H Friedrich (Johannes Ludwig Karl) Karsten (1862–1945), Theologe, Pädagoge[18]

    - 7–9 Friedrich (Franz) Karsten (1795–1833), Jurist[19]
    - 7–11 Hermann (Rudolf Adolf Jacob) Karsten (1801–1882), Theologe und Gymnasiallehrer[20]